# Dan Payne
Dan Payne (nacido el 4 de agosto de 1972) es un actor canadiense conocido por interpretar el papel de Bestia en la saga de películas de Los Descendientes i el papel de John en la serie de televisión Alice, I Think.

## Carrera
Payne fue jugador profesional de voleibol, después de su jubilación viajó a Australia donde comenzó su carrera interpretativa creando cortometrajes con su hermano.
Payne interpretó a parte de los Guerreros Kul en Stargate SG-1, y el rey Wraith en el episodio deStargate Atlantis "Sateda". Payne apareció como Nathan Davidson, un padre casado sexualmente reprimido en Mulligans, un papel que Payne ha descrito como "es uno de mis esfuerzos más orgullosos". También apareció como Dollar Bill en Watchmen.
Payne protagonizó como Cesar Divina en la web basada en la serie de televisión Divine: The Series que duró cuatro episodios.
Payne ha protagonizado papeles en todas las películas de Los Descendientes .En 2016 del Hallmark Channel All Yours, con Nicolette Sheridan y A Time To Dance, con Jennie Garth. Payne también consiguió un papel recurrente en The Good Witch.

## Filmografía
Cine

| Año  | Título                     | Papel              | Notas                               |
| ---- | -------------------------- | ------------------ | ----------------------------------- |
| 2002 | Cover Story                | Policía de paisano |                                     |
| 2006 | Truth                      | Rick Moore         | Vídeo                               |
| 2006 | LovecraCked! The Movie     | Mark               |                                     |
| 2006 | John Tucker Must Die       | Skip #6            |                                     |
| 2007 | Will of the Wisp           | Marido             | Cortometraje                        |
| 2007 | Unbearable Love            | Walter             | Cortometraje                        |
| 2007 | Taming Tammy               | Bill               |                                     |
| 2008 | The Auburn Hills Breakdown | Dan                | Cortometraje                        |
| 2008 | Mulligans                  | Nathan Davidson    |                                     |
| 2009 | Smile of April             | Adrian             |                                     |
| 2009 | Watchmen                   | Dollar Bill        |                                     |
| 2009 | Under the Hood             | Dollar Bill        | Vídeo                               |
| 2009 | Driven to Kill             | Sergei             | Vídeo                               |
| 2010 | Icarus                     | Dave               |                                     |
| 2010 | Transparency               | Pollard            |                                     |
| 2010 | Blood: A Butcher's Tale    | Victor             |                                     |
| 2011 | Trash                      | Gary               | Cortometraje                        |
| 2011 | Last Christmas             | Papá               | Cortometraje                        |
| 2012 | The Cabin in the Woods     | Mathew Buckner     |                                     |
| 2012 | Hiding                     | Noah Carter        | Vídeo                               |
| 2012 | Underworld: Awakening      | Lycan Criatura #2  |                                     |
| 2012 | Christmas Miracle          | Joseph Wells       |                                     |
| 2012 | A Christmas Story 2        | Ensign Payne       | Vídeo                               |
| 2012 | Charlie                    | Sally              |                                     |
| 2013 | The Hunters                | Carter Flynn       | Película para TV                    |
| 2013 | Leap 4 Your Life           | Henry              |                                     |
| 2013 | No Clue                    | Iglesia            | [ 2 ]                               |
| 2015 | Descendants                | Rey Bestia         | Película Original de Disney Channel |

Televisión
| Año       | Título                                   | Papel                              | Notas                           |
| --------- | ---------------------------------------- | ---------------------------------- | ------------------------------- |
| 2001      | MythQuest                                | Osiris                             | "Isis & Osiris: Part 1"         |
| 2002      | It's a Very Merry Muppet Christmas Movie | Ejecutivo guapo                    | Película para TV                |
| 2002      | Snow Queen'                              | Varios                             | Película para TV                |
| 2002-2005 | Stargate SG-1                            | Varios                             | 13 episodios                    |
| 2003      | A Screwball Homicide                     | Película para TV                   |                                 |
| 2003      | Another Country                          | Policía #2                         | Película para TV                |
| 2003      | Just Cause                               | Chris                              | "Lies, Speculation & Deception" |
| 2003      | Smallville                               | Seguridad del Aeropuerto Lexcorp   | "Exodus", "Phoenix"             |
| 2004      | Pryor Offenses                           | Randall                            | Película para TV                |
| 2004      | The L Word                               | Policía                            | "Piloto"                        |
| 2004      | Stargate: Atlantis                       | Wraith Guerrero                    | "Rising"                        |
| 2004      | Dead Like Me                             | Walter                             | "Ashes to Ashes"                |
| 2005      | The Muppets' Wizard of Oz                | Hombre del tiempo                  | Película para TV                |
| 2005      | Stargate: Atlantis                       | Teniente Reed                      | "Runner"                        |
| 2006      | Stargate: Atlantis                       | Gran Wraith Super Soldado          | "Sateda" "Phantoms"             |
| 2006      | Saved                                    | Jonathan Locker                    | "Who Do You Trust?"             |
| 2006      | Whistler                                 | Colin                              | "Gathering Clouds"              |
| 2006      | Alice, I Think                           | John MacLeod                       | 13 episodios                    |
| 2007      | Sanctuary                                | Monstruo en TV Corporate Vampire   | "1.1" "1.8"                     |
| 2007      | Tin Man                                  | Líder del abrigo largo             | TV miniserie                    |
| 2008      | The Triple Eight                         | Novio guapo (no acreditado)        | "Cat in a Hot Tin Box"          |
| 2008      | Stargate: Atlantis                       | Espectro masculino (no acreditado) | "Spoils of War"                 |
| 2008      | Robson Arms                              | Richard                            | "Positivity"                    |
| 2008      | The Secret Lives of Second Wives         | Alex                               | Película para TV                |
| 2009      | Battlestar Galactica                     | Sean Ellison                       | "Daybreak: Part 2"              |
| 2009      | Health Nutz                              | Walter Schultz                     | Película para TV                |
| 2010      | Human Target                             | Foster Larouche                    | "Corner Man"                    |
| 2010      | A Family Thanksgiving                    | Bill                               | Película para TV                |
| 2010      | Tower Prep                               | Entrenador                         | 7 episodios                     |
| 2011      | Fairly Legal                             | Nick Grunyan                       | "Believers"                     |
| 2011      | Om Inc.                                  | Cliente enfadado                   | Serie de TV                     |
| 2011      | Divine: The Series                       | Cesar Divine                       | 4 episodios                     |
| 2011-2012 | R.L. Stine's The Haunting Hour           | Varios                             | Recurrente                      |
| 2014      | Supernatural                             | Abner                              | Episodio "Road Trip"            |
| 2016      | All Yours                                | Matthew Walker                     | Película para TV - Hallmark     |
| 2016      | A Time to Dance                          | John Reynolds                      | Película para TV - Hallmark     |
| 2016      | Good Witch                               | John                               | Recurrente                      |